# Liste der Monuments historiques in Casson
Die Liste der Monuments historiques in Casson führt die Monuments historiques in der französischen Gemeinde Casson auf.

## Liste der Bauwerke
| Bezeichnung        | Beschreibung                           | Standort | Kennzeichnung | Schutzstatus | Datum | Bild |
| ------------------ | -------------------------------------- | -------- | ------------- | ------------ | ----- | ---- |
| Château du Plessis | Schloss, erbaut im 18./19. Jahrhundert | (Lage)   | PA00108577    | Classé       | 1989  |      |